# La Velilla (Soria)
La Velilla es un despoblado del término de Villabuena, municipio de Golmayo en la provincia de Soria, Castilla y León, España.

## Historia
En la Edad Media era denominado Avililla y diezmaba a la parroquia de Santa María de la Puente de la ciudad de Soria. Muchos autores no identifican Avililla con La Velilla pero según la sentencia del juez pesquisidor Chinchilla en 1486 en contra de la ocupación de Juan de Torres del término despoblado de Avililla, queda probado que el despoblado actual de La Velilla es la antigua Avililla ya que en la posterior ampliación del Mayoradgo de Torres aprobada por los Reyes Católicos, Juan de Torres, hijo, la identifica como «mi lugar de Ávila cerca de Villabuena».
En el Censo de Pecheros de 1528, en el que no se contaban eclesiásticos, hidalgos y nobles, registraba la existencia 6 pecheros, es decir unidades familiares que pagaban impuestos.  En el documento original figura como Vililla, formando parte de la Comunidad de Villa y Tierra de Soria dentro del Sexmo de Frentes.

## Patrimonio
Iglesia románica de Santa Eulalia. Este edificio se encuentra incluido en la Lista Roja del Patrimonio realizada por la asociación Hispania Nostra junto a la iglesia de San Bartolomé, localizada en el mismo término de Villabuena.